# Juncus mertensianus
Juncus mertensianus là một loài thực vật có hoa trong họ Juncaceae. Loài này được Bong. mô tả khoa học đầu tiên năm 1833.